# Grand Prix-wegrace van Duitsland 1989
De Grand Prix-wegrace van Duitsland 1989 was de zesde Grand Prix van het wereldkampioenschap wegrace in het seizoen 1989. De races werd verreden op 28 mei 1989 op de Hockenheimring nabij Hockenheim (Baden-Württemberg). In deze Grand Prix kwamen alle klassen aan de start.

## Algemeen
De Grand Prix van Duitsland werd geopend door het afscheidsrondje van Toni Mang, die met de net geïntroduceerde BMW K 1 een rondje reed met Bondskanselier Helmut Kohl als duopassagier. Voor aanvang van de eerste race (80 cc) was er een kleine demonstratie met spandoeken van 80cc-rijders die hun klasse voor de toekomst wilden behouden. De FIM was voornemens deze klasse met ingang van het seizoen 1990 te laten vervallen. De Grand Prix werd overschaduwd door de dood van de Venezolaanse coureur Iván Palazzese.

## 500cc-klasse

### De training
In Hockenheim werd duidelijk dat de 500cc-machines sinds 1987 veel sneller waren geworden. Het oude ronderecord (2"05'50) van Wayne Gardner werd door de top elf in de trainingen gebroken. Kevin Schwantz was zelfs drie volle seconden sneller. Men verwachtte door het warme weer wel problemen met de banden en de brandstofconsumptie. Cagiva kwam echter duidelijk tekort. Randy Mamola moest genoegen nemen met een topsnelheid die 25 km/uur lager lag dan die van zijn concurrenten en reed slechts de veertiende tijd. 

#### Trainingstijden
| Pos | Coureur             | Merk                               | Tijd    |
| --- | ------------------- | ---------------------------------- | ------- |
| 1.  | Kevin Schwantz      | Pepsi-Suzuki                       | 2"02'52 |
| 2.  | Wayne Rainey        | Roberts-Lucky Strike-Yamaha        | 2"02'82 |
| 3.  | Eddie Lawson        | Kanemoto Racing-Rothmans-HRC-Honda | 2"02'91 |
| 4.  | Christian Sarron    | Gauloises-Sonauto-Yamaha           | 2"03'46 |
| 5.  | Pierfrancesco Chili | Gallina-HB-HRC-Honda               | 2"03'72 |
| 6.  | Mick Doohan         | Rothmans-HRC-Honda                 | 2"03'86 |
| 7.  | Niall Mackenzie     | Agostini-Marlboro-Yamaha           | 2"04'11 |
| 8.  | Ron Haslam          | Pepsi-Suzuki                       | 2"04'65 |
| 9.  | Freddie Spencer     | Agostini-Marlboro-Yamaha           | 2"04'84 |
| 10. | Kevin Magee         | Roberts-Lucky Strike-Yamaha        | 2"04'95 |

### De race
Op het hogesnelheidscircuit van Hockenheim bleek hoezeer de verschillende merken qua snelheid naar elkaar toe gegroeid waren. Een enorme kopgroep brak langzaam uiteen met drie man op kop: Eddie Lawson (Honda), Wayne Rainey (Yamaha) en Kevin Schwantz (Suzuki). De achtervolgende groep bestond uit Christian Sarron (Yamaha), Mick Doohan en Pierfrancesco Chili (beiden Honda). Schwantz bleef bijna de hele race achter Lawson en Rainey, maar leek toch wat over te hebben: een gat, ontstaan doordat hij gehinderd werd door een aantal achterblijvers, reed hij binnen een halve ronde weer dicht. In de elfde ronde gaf zijn Suzuki echter de geest. In de laatste ronde werd Lawson door Rainey uitgeremd in de Agip-Kurve. Mick Doohan scoorde zijn eerste podiumplaats. Hij was in gevecht geweest met Sarron, die echter brandstofproblemen kreeg, waar Chili weer van kon profiteren.

#### Uitslag 500cc-klasse
| Pos | Coureur             | Merk                                     | Tijd     | Grid | Punten |
| --- | ------------------- | ---------------------------------------- | -------- | ---- | ------ |
| 1   | Wayne Rainey        | Roberts-Lucky Strike-Yamaha              | 39"14'75 | 2    | 20     |
| 2   | Eddie Lawson        | Kanemoto Racing-Rothmans-HRC-Honda       | +0'27    | 3    | 17     |
| 3   | Mick Doohan         | Rothmans-HRC-Honda                       | +20'71   | 6    | 15     |
| 4   | Pierfrancesco Chili | Gallina-HB-HRC-Honda                     | +25'72   | 5    | 13     |
| 5   | Christian Sarron    | Gauloises-Sonauto-Yamaha                 | +37'00   | 4    | 11     |
| 6   | Norihiko Fujiwara   | Tech 21-Yamaha                           | +42'98   | 11   | 10     |
| 7   | Kevin Magee         | Roberts-Lucky Strike-Yamaha              | +43'54   | 10   | 9      |
| 8   | Dominique Sarron    | ELF-ROC-HRC-Honda                        | +44'98   | 13   | 8      |
| 9   | Freddie Spencer     | Agostini-Marlboro-Yamaha                 | +53'02   | 9    | 7      |
| 10  | Rob McElnea         | Cabin-HRC-Honda                          | +1"08'53 | 12   | 6      |
| 11  | Ernst Gschwender    | Suzuki Deutschland                       | +1 ronde | 15   | 5      |
| 12  | Randy Mamola        | Cagiva Corse                             | +1 ronde | 14   | 4      |
| 13  | Alessandro Valesi   | Iberna-Yamaha                            | +1 ronde | 16   | 3      |
| 14  | Simon Buckmaster    | Team Katayama-Honda                      | +1 ronde | 18   | 2      |
| 15  | Bruno Kneubühler    | Römer-Honda                              | +1 ronde | 19   | 1      |
| 16  | Hansjoerg Butz      | Honda                                    | +1 ronde | 22   |        |
| 17  | Rachel Nicotte      | Ville de Plaisir-Jacadi-Chevallier-Honda | +1 ronde | 20   |        |
| 18  | Vittorio Scatola    | AVIA-Honda                               | +1 ronde | 23   |        |
| 19  | Juan López Mella    | Xunta-Honda                              | +1 ronde | 32   |        |
| 20  | Petr Schleef        | Honda                                    | +1 ronde | 24   |        |
| 21  | Michael Rudroff     | Rallye Sport-Honda                       | +1 ronde | 17   |        |
| 22  | Josef Doppler       | Honda                                    | +1 ronde | 25   |        |
| 23  | Peter Lindén        | Flygvapnet-Eurovan Germany-Honda         | +1 ronde | 28   |        |
| 24  | Stefan Klabacher    | Honda                                    | +1 ronde | 30   |        |
| 25  | Helmut Schütz       | Honda                                    | +1 ronde | 31   |        |
| 26  | Hans Klingebiel     | Suzuki                                   | +1 ronde | 33   |        |

| Coureur           | Merk                     | Ronden | Oorzaak              | Grid |
| ----------------- | ------------------------ | ------ | -------------------- | ---- |
| Kevin Schwantz    | Pepsi-Suzuki             | 15     | Krukas               | 1    |
| Georg Robert Jung | Honda                    | 15     |                      | 21   |
| Niall Mackenzie   | Agostini-Marlboro-Yamaha | 12     | Val                  | 7    |
| Martin Trösch     | Honda                    | 11     |                      | 36   |
| Marco Gentile     | Fior-Marlboro-Yamaha     | 7      |                      | 27   |
| Alois Meyer       | Rallye Sport-Honda       | 5      |                      | 29   |
| Ron Haslam        | Pepsi-Suzuki             | 3      | Gebroken kettingwiel | 8    |
| Roland Busch      | Honda                    | 2      |                      | 35   |
| Niggi Schmassmann | Technotron-Honda         | 2      |                      | 26   |
| Karl Dauer        | Honda                    | 1      |                      | 34   |

| Coureur                      | Merk                     |
| ---------------------------- | ------------------------ |
| Fernando Gonzalez de Nicolás | Club Cross Pozuelo-Honda |
| Walther Maier                | Honda                    |
| Andreas Leuthe               | Librenti-Suzuki          |
| Marco Papa                   | Greco-Paton              |
| Vincenzo Cascino             | Nolan-Suzuki             |

| Coureur           | Merk                  | Oorzaak  |
| ----------------- | --------------------- | -------- |
| Adrien Morillas   | ELF-ROC-HRC-Honda     | [ 3 ]    |
| Wayne Gardner     | Rothmans-HRC-Honda    | Blessure |
| Shinichi Ito      | Seed-HRC-Honda        | [ 5 ]    |
| Tadahiko Taira    | Tech 21-Yamaha        | Gezin    |
| Shunji Yatsushiro | Pentax-HRC-Honda      | [ 5 ]    |
| Kunio Machii      | Nescafé-Yamaha        | [ 5 ]    |
| Jose Morillas     | Honda                 |          |
| Bubba Shobert     | Cabin-HRC-Honda USA   | Gewond   |
| Romolo Balbi      | Honda                 |          |
| Massimo Broccoli  | Cagiva Corse          |          |
| Michael Dowson    | Yamaha                |          |
| Fabio Biliotti    | Team Katayama-Honda   |          |
| John Kocinski     | Roberts-Yamaha        | Blessure |
| Thierry Crine     | Konica Minolta-Suzuki | [ 9 ]    |
| Cees Doorakkers   | Honda                 |          |
| Eddie Laycock     | Millar-Honda          |          |
| Roger Burnett     | Rothmans-HRC-Honda    | [ 10 ]   |

### Top tien tussenstand 500cc-klasse
| Pos | Coureur             | Merk                               | Ptn |
| --- | ------------------- | ---------------------------------- | --- |
| 1   | Wayne Rainey        | Roberts-Lucky Strike-Yamaha        | 91  |
| 2   | Eddie Lawson        | Kanemoto Racing-Rothmans-HRC-Honda | 78  |
| 3   | Christian Sarron    | Gauloises-Sonauto-Yamaha           | 58  |
| 4   | Pierfrancesco Chili | Gallina-HB-HRC-Honda               | 52  |
| 5   | Kevin Magee         | Roberts-Lucky Strike-Yamaha        | 46  |
| 6   | Kevin Schwantz      | Pepsi-Suzuki                       | 37  |
| 7   | Niall Mackenzie     | Agostini-Marlboro-Yamaha           | 36  |
| 8   | Wayne Gardner       | Rothmans-HRC-Honda                 | 33  |
| 9   | Mick Doohan         | Rothmans-HRC-Honda                 | 31  |
| 10  | Simon Buckmaster    | Team Katayama-Honda                | 29  |

## 250cc-klasse

### De training
Op een circuit als Hockenheim, waar het vooral op topsnelheid aankwam, bleken de Yamaha's 6 tot 8 km/uur snelheid tekort te komen. Luca Cadalora kon dat nog een beetje verhullen door twee ronden in de slipstream van Sito Pons te bljiven hangen en hij reed de zesde tijd. Jean-Philippe Ruggia (12e) en Juan Garriga (18e) konden niet meekomen en waren zelfs langzamer dan de goed getunede Yamaha TZ 250 van Hans Becker, die tiende werd. 

#### Trainingstijden
| Pos | Coureur            | Merk                       | Tijd    |
| --- | ------------------ | -------------------------- | ------- |
| 1.  | Helmut Bradl       | HB-Römer-HRC-Honda         | 2"11'04 |
| 2.  | Sito Pons          | Campsa-JJ Cobas-HRC-Honda  | 2"11'17 |
| 3.  | Martin Wimmer      | Hein Gericke-Aprilia-Rotax | 2"11'27 |
| 4.  | Jacques Cornu      | Lucky Strike-ELF-HRC-Honda | 2"11'47 |
| 5.  | Reinhold Roth      | HB-Shoei-HRC-Honda         | 2"11'53 |
| 6.  | Luca Cadalora      | Agostini-Marlboro-Yamaha   | 2"11'82 |
| 7.  | Didier de Radiguès | Aprilia-Rotax              | 2"12'13 |
| 8.  | Masahiro Shimizu   | Ajinomoto-HRC-Honda        | 2"12'38 |
| 9.  | Carlos Cardús      | Repsol-HRC-Honda España    | 2"12'44 |
| 10. | Hans Becker        | Yamaha                     | 2"12'89 |

### De race
| Het ongeval gebeurde aan het einde van de tweede ronde tussen de Agip-Kurve (bocht 12) en de Sachs-Kurve (bocht 13) in het zogenaamde "Motodrom", het stadiongedeelte van de Hockenheimring. De toedracht werd opgemaakt uit getuigenverklaringen, want de camera's volgden op het moment van het gebeurde de kopgroep. Zeker is dat de Aprilia van Andy Preining vastliep. Preining stak zijn hand op ten teken dat hij langzaam reed, waarop Iván Palazzese van zijn lijn afweek om Preining te ontwijken. Daarbij raakte hij Bruno Bonhuil en beiden kwamen met hoge snelheid ten val. Coureurs en motorfietsen lagen op de baan en Fabio Barchitta kon de ravage niet meer ontwijken en is mogelijk ook op Palazzese ingereden. De baancommissarissen adviseerden de wedstrijdleiding telefonisch om de wedstrijd te staken, maar kregen geen antwoord. Virginio Ferrari, alleen gewaarschuwd door gele vlaggen, stopte op de plaats van het ongeval en hij was de eerste die probeerde hulp te verlenen aan Palazzese. Dat mocht echter niet baten, net zomin als de later door hulpverleners toegepaste hartmassage. Palazzese, die dit jaar naast Didier de Radiguès fabrieksrijder voor Aprilia was, overleed in het ziekenhuis. |

Al in de tweede ronde van de 250cc-race gebeurde er een ernstig ongeval (zie kader), waarbij Iván Palazzese het leven verloor en Fabio Barchitta en Bruno Bonhuil ernstig gewond raakten. De race werd afgebroken, maar het lot van Palazzese, die in het universiteitsziekenhuis van Heidelberg overleed, was op het circuit nog niet bekend. Daarom ging het veld vrijwel volledig opnieuw van start, inclusief Palazzese's teamgenoot Didier de Radiguès. Er ontstond een gevecht tussen zes man: Reinhold Roth, Helmut Bradl, Sito Pons, Carlos Cardús, Masahiro Shimizu en Jacques Cornu. Allemaal Honda-coureurs, want de Yamaha YZR 250's waren te traag voor dit circuit. Er werd voortdurend van positie gewisseld, maar Sito Pons trok aan het langste eind. Zijn achtervolgers passeerden de streep binnen anderhalve seconde. De snelste Aprilia's (Martin Wimmer en Didier de Radiguès) vielen allebei uit door gebroken krukassen. 
| Pos | Coureur              | Merk                        | Tijd     | Grid | Punten |
| --- | -------------------- | --------------------------- | -------- | ---- | ------ |
| 1   | Sito Pons            | Campsa-JJ Cobas-HRC-Honda   | 35"29'34 | 2    | 20     |
| 2   | Reinhold Roth        | HB-Shoei-HRC-Honda          | +0'36    | 5    | 17     |
| 3   | Masahiro Shimizu     | Ajinomoto-HRC-Honda         | +0'48    | 8    | 15     |
| 4   | Helmut Bradl         | HB-Römer-HRC-Honda          | +0'83    | 1    | 13     |
| 5   | Jacques Cornu        | Lucky Strike-ELF-HRC-Honda  | +1'17    | 4    | 11     |
| 6   | Carlos Cardús        | Repsol-HRC-Honda España     | +1'27    | 9    | 10     |
| 7   | Jean-Philippe Ruggia | Gauloises-Sonauto-Yamaha    | +14'42   | 12   | 9      |
| 8   | Juan Garriga         | Nieto-Ducados-Repsol-Yamaha | +14'86   | 18   | 8      |
| 9   | Loris Reggiani       | HB-HRC-Honda                | +26'32   | 15   | 7      |
| 10  | Jochen Schmid        | Honda                       | +26'86   | 14   | 6      |
| 11  | Luca Cadalora        | Agostini-Marlboro-Yamaha    | +27'21   | 6    | 5      |
| 12  | Alain Bronec         | Aprilia-Rotax               | +27'32   | 33   | 4      |
| 13  | Harald Eckl          | Römer-Aprilia-Rotax         | +27'70   | 11   | 3      |
| 14  | Wilco Zeelenberg     | Samson-Sharp-Honda          | +28'11   | 27   | 2      |
| 15  | Hans Becker          | Yamaha                      | +28'23   | 10   | 1      |
| 16  | Renzo Colleoni       | Aprilia-Rotax               | +28'58   | 21   |        |
| 17  | Gary Cowan           | Docshop-Yamaha              | +1"08'11 | 17   |        |
| 18  | Bernard Schick       | Yamaha                      | +1"08'33 | 23   |        |
| 19  | August Auinger       | Project Consult-Yamaha      | +1"15'56 | 24   |        |
| 20  | Bernd Kassner        | Yamaha                      | +1"15'88 | 28   |        |
| 21  | Adrien Morillas      | Yamaha                      | +1"15'96 | 19   |        |
| 22  | Engelbert Neumair    | Aprilia-Rotax               | +1"16'38 | 37   |        |
| 23  | Alberto Puig         | Nieto-Ducados-Yamaha        | +1"16'66 | 34   |        |
| 24  | Stefano Caracchi     | Honda                       | +1"16'95 | 22   |        |
| 25  | Jean-François Baldé  | Yamaha                      | +1 ronde | 26   |        |

| Coureur            | Merk                            | Oorzaak                         | Grid |
| ------------------ | ------------------------------- | ------------------------------- | ---- |
| Martin Wimmer      | Hein Gericke-Aprilia-Rotax      | Krukas                          | 3    |
| Didier de Radiguès | Aprilia-Rotax                   | Krukas                          | 7    |
| Andreas Preining   | Aprilia-Rotax                   |                                 | 13   |
| Alberto Rota       | FMI-Aprilia-Rotax               |                                 | 16   |
| Fabio Barchitta    | Rudy Project-Aprilia-Rotax      | Val                             | 20   |
| Iván Palazzese     | Aprilia-Rotax                   | Val (†)                         | 25   |
| Andrew Leisner     | Honda                           |                                 | 40   |
| Virginio Ferrari   | Gazzaniga-Rotax                 |                                 | 29   |
| Maurizio Vitali    | Honda                           |                                 | 30   |
| Daniel Amatriaín   | Team Katayama-Ducados-HRC-Honda | Team Katayama-Ducados-HRC-Honda | 31   |
| Nigel Bosworth     | Aprilia-Rotax                   |                                 | 32   |
| Bernard Haenggeli  | Yamaha                          |                                 | 35   |
| Bruno Bonhuil      | Yamaha                          | Val                             | 36   |
| Jean Foray         | Yamaha                          |                                 | 38   |
| Massimo Matteoni   | Yamaha                          |                                 | 39   |

| Coureur                   | Merk                        |
| ------------------------- | --------------------------- |
| Manfred Herweh            | Yamaha                      |
| Alex Barros               | McDonald's-Venemotos-Yamaha |
| Frédéric Protat           | Aprilia-Rotax               |
| Patrick van den Goorbergh | Docshop-Yamaha              |
| Fausto Ricci              | FMI-Aprilia-Rotax           |

| Coureur            | Merk            | Oorzaak |
| ------------------ | --------------- | ------- |
| John Kocinski      | Roberts-Yamaha  | [ 14 ]  |
| Toshihiko Honma    | Yamaha          | [ 15 ]  |
| Jim Filice         | HRC-Honda       | [ 16 ]  |
| Carlos Lavado      | Geen machine    | [ 17 ]  |
| Marcellino Lucchi  | Aprilia-Rotax   |         |
| Tadayuki Okada     | Cabin-HRC-Honda | [ 5 ]   |
| Toshinobu Shiomori | Yamaha          | [ 5 ]   |
| Daryl Beattie      | Honda           |         |
| Junya Arai         | Honda           | [ 5 ]   |

### Top tien tussenstand 250cc-klasse
| Pos | Coureur              | Merk                                   | Ptn |
| --- | -------------------- | -------------------------------------- | --- |
| 1   | Sito Pons            | Campsa-JJ Cobas-HRC-Honda              | 107 |
| 2   | Jean-Philippe Ruggia | Gauloises-Sonauto-Yamaha               | 78  |
| 3   | Luca Cadalora        | Agostini-Marlboro-Yamaha               | 70  |
| 4   | Carlos Cardús        | Repsol-HRC-Honda España                | 62  |
| 5   | Reinhold Roth        | HB-Römer-HRC-Honda/ HB-Shoei-HRC-Honda | 57  |
| 6   | Jacques Cornu        | Lucky Strike-ELF-HRC-Honda             | 53  |
| 7   | John Kocinski        | Roberts-Yamaha                         | 40  |
| 7   | Juan Garriga         | Nieto-Ducados-Repsol-Yamaha            | 40  |
| 7   | Masahiro Shimizu     | Ajinomoto-HRC-Honda                    | 40  |
| 10  | Helmut Bradl         | HB-Römer-HRC-Honda                     | 31  |

## 125cc-klasse

### De training
Honda had Ezio Gianola en Hans Spaan van wat snelle onderdelen voorzien, maar Taru Rinne kreeg ook speciale onderdelen, zij het uit 1988. Daarmee werd ze de verrassing in de trainingen met de tweede tijd, voor fabrieksrijders als Jorge Martínez, Àlex Crivillé, Fausto Gresini, Stefan Dörflinger en Julián Miralles. Spaan kon zich met de nieuwe onderdelen niet kwalificeren, want na een valpartij waarbij het gas bleef openstaan waardoor het blok zand aanzoog, moest hij terugvallen op zijn reservemachine, die er niet mee was uitgerust. 

#### Trainingstijden
| Pos | Coureur           | Merk                            | Tijd    |
| --- | ----------------- | ------------------------------- | ------- |
| 1.  | Ezio Gianola      | Pileri-AGV-Honda                | 2"23'64 |
| 2.  | Taru Rinne        | Servisco-Honda                  | 2"24'39 |
| 3.  | Jorge Martínez    | Ángel Nieto-Ducados-Cepsa-Derbi | 2"24'48 |
| 4.  | Àlex Crivillé     | Marlboro-JJ Cobas-Rotax         | 2"25'14 |
| 5.  | Fausto Gresini    | FMI-Marlboro-Aprilia-Rotax      | 2"25'21 |
| 6.  | Hans Spaan        | Samson-Sharp-Honda              | 2"25'54 |
| 7.  | Stefan Dörflinger | Marlboro-Aprilia-Rotax          | 2"25'98 |
| 8.  | Robin Milton      | Honda                           | 2"26'00 |
| 9.  | Corrado Catalano  | Gazzaniga-Rotax                 | 2"26'41 |
| 10. | Julián Miralles   | Ángel Nieto-Ducados-Cepsa-Derbi | 2"26'43 |

### De race
De 125cc-race begon slecht voor Jorge Martínez, die in de opwarmronde werd aangereden door Esa Kytölä, waarbij zijn uitlaat werd dichtgedrukt. De starter wenste niet op de reparatie te wachten en Martínez vertrok pas een minuut na de start. Ezio Gianola nam de leiding voor Fausto Gresini, Taru Rinne, Àlex Crivillé en Adi Stadler. Gresini viel door motorpech terug, maar daar stond tegenover dat Julián Miralles aansluiting kreeg en het gevecht om de leiding aanging. In de laatste bocht voor de finish passeerde Crivillé de beide koplopers en hij won de race met minimale voorsprong. Taru Rinne had de kopgroep aanvankelijk goed kunnen volgen, maar verklaarde na de race dat ze ten opzichte van de heren toch wat conditie tekort kwam. Ze werd toch nog zevende, 0,03 seconde voor Adi Stadler. 
| Pos | Coureur             | Merk                            | Tijd     | Grid | Punten |
| --- | ------------------- | ------------------------------- | -------- | ---- | ------ |
| 1   | Àlex Crivillé       | Marlboro-JJ Cobas-Rotax         | 33"57'50 | 4    | 20     |
| 2   | Ezio Gianola        | Pileri-AGV-Honda                | 33"57'85 | 1    | 17     |
| 3   | Julián Miralles     | Ángel Nieto-Ducados-Cepsa-Derbi | 33"57'96 | 10   | 15     |
| 4   | Hans Spaan          | Samson-Sharp-Honda              | 34"06'34 | 6    | 13     |
| 5   | Hisashi Unemoto     | Fukuda-Honda                    | 34"07'02 | 22   | 11     |
| 6   | Stefan Prein        | Honda                           | 34"07'50 | 12   | 10     |
| 7   | Taru Rinne          | Servisco-Honda                  | 34"07'81 | 2    | 9      |
| 8   | Adi Stadler         | Honda                           | 34"07'92 | 14   | 8      |
| 9   | Robin Milton        | Honda                           | 34"21'73 | 8    | 7      |
| 10  | Gerhard Waibel      | Honda                           | 34"40'02 | 20   | 6      |
| 11  | Alfred Waibel       | Honda                           | 34"40'46 | 23   | 5      |
| 12  | Dirk Raudies        | Honda                           | 34"41'07 | 25   | 4      |
| 13  | Luis-Miguel Reyes   | Marlboro-Honda                  | 34"42'06 | 17   | 3      |
| 14  | Johnny Wickström    | Honda                           | 34"42'43 | 11   | 2      |
| 15  | Doriano Romboni     | Honda                           | 34"42'54 | 13   | 1      |
| 16  | Stefan Dörflinger   | Marlboro-Aprilia-Rotax          | 34"42'90 | 7    |        |
| 17  | Domenico Brigaglia  | Garelli                         | 34"43'35 | 27   |        |
| 18  | Klaus-Dieter Kindle | Honda                           | 34"43'46 | 19   |        |
| 19  | Serge Julin         | Honda                           | 34"49'90 | 32   |        |
| 20  | Jean-Claude Selini  | Honda                           | 34"49'72 | 29   |        |
| 21  | Flemming Kistrup    | Honda                           | 34"49'96 | 33   |        |
| 22  | Allan Scott         | Honda                           | 34"50'43 | 18   |        |
| 23  | Rafael Roses        | Metrakit-JJ Cobas-Rotax         | 35"11'23 | 36   |        |
| 24  | Lucio Pietroniro    | Honda                           | 35"11'63 | 26   |        |
| 25  | Thierry Feuz        | Honda                           | 35"14'74 | 24   |        |
| 26  | Jorge Martínez      | Ángel Nieto-Ducados-Cepsa-Derbi | 35"20'26 | 3    |        |
| 27  | Ernst Himmelsbach   | Honda                           | 36"11'62 | 34   |        |

| Coureur            | Merk                       | Oorzaak   | Grid |
| ------------------ | -------------------------- | --------- | ---- |
| Pier Paolo Bianchi | Seel                       |           | 21   |
| Koji Takada        | Fukuda-Honda               | Koppeling | 16   |
| Herri Torrontegui  | Honda                      |           | 28   |
| Esa Kytölä         | Honda                      |           | 15   |
| Fausto Gresini     | FMI-Marlboro-Aprilia-Rotax |           | 5    |
| Manfred Fischer    | Honda                      |           | 30   |
| Robin Appleyard    | Honda                      |           | 35   |
| Corrado Catalano   | Gazzaniga-Rotax            |           | 9    |
| Bady Hassaine      | Honda                      |           | 31   |

| Coureur               | Merk              |
| --------------------- | ----------------- |
| Josef Amstutz         | Honda             |
| Mike Leitner          | Honda             |
| Gastone Grassetti     | Honda             |
| Jörg Seel             | Seel              |
| Reinhard Strack       | Honda             |
| Alex Bedford          | 7Up-EMC-Rotax     |
| Jos van Dongen        | Honda             |
| Othmar Schuler        | Honda             |
| Wolfgang Fritz        | Honda             |
| Hubert Abold          | Rotax             |
| Emilio Cuppini        | Garelli           |
| Bruno Casanova        | FMI-Aprilia-Rotax |
| Ralf Waldmann         | Seel              |
| Hervé Duffard         | Honda             |
| Gérard Rolland-Piègue | Honda             |
| Bert Smit             | Honda             |
| Paul Bordes           | Honda             |
| Oliver Kohlinger      | Honda             |
| Håkan Olsson          | ESW-Rotax         |
| D. Latorre            |                   |
| Heinz Lüthi           | Honda             |
| Manfred Thurmayer     | Honda             |
| Trevor Manley         | Rotax             |
| Adrie Nijenhuis       | Honda             |
| Valerio Vivarelli     | Rotax             |
| Heinz Litz            | Honda             |
| Roberto Dova          | Rotax             |
| Reiner Kunz           | Siku              |
| Stuart Edwards        | Honda             |

| Coureur             | Merk          | Oorzaak |
| ------------------- | ------------- | ------- |
| Kenishi Yoshida     | Honda         | [ 5 ]   |
| Masayuki Hirose     | Honda         | [ 5 ]   |
| Masato Shima        | Honda         | [ 5 ]   |
| Yukata Fujiwara     | Honda         | [ 5 ]   |
| Kazuaki Yamashita   | Honda         | [ 5 ]   |
| Shin'ichi Fujiyama  | Honda         | [ 5 ]   |
| Kasuya Yamada       | Honda         | [ 18 ]  |
| Ian Saunders        | Honda         |         |
| Jean-Pierre Jeandat | Honda         |         |
| Gabriele Debbia     | Aprilia-Rotax |         |
| Josef Fischer       | Honda         |         |

### Top tien tussenstand 125cc-klasse
| Pos | Coureur         | Merk                            | Ptn |
| --- | --------------- | ------------------------------- | --- |
| 1   | Ezio Gianola    | Pileri-AGV-Honda                | 81  |
| 2   | Àlex Crivillé   | Marlboro-JJ Cobas-Rotax         | 60  |
| 3   | Hisashi Unemoto | Fukuda-Honda                    | 46  |
| 4   | Julián Miralles | Ángel Nieto-Ducados-Cepsa-Derbi | 45  |
| 5   | Koji Takada     | Fukuda-Honda                    | 43  |
| 6   | Fausto Gresini  | FMI-Marlboro-Aprilia-Rotax      | 40  |
| 6   | Robin Milton    | Honda                           | 40  |
| 8   | Hans Spaan      | Samson-Sharp-Honda              | 38  |
| 9   | Allan Scott     | Honda                           | 28  |
| 9   | Stefan Prein    | Honda                           | 28  |

## 80cc-klasse

### De training
In de kwalificatietrainingen reed thuisrijder Peter Öttl zich naar de tweede plaats met zijn fabriek-Krauser. Stefan Dörflinger was de snelste, maar de Derbi's van Jorge Martínez stond er dichtbij. Manuel Herreros en Herri Torrontegui moesten enkele seconden toegeven, maar zouden dat in de race door te slipstreamen grotendeels goed kunnen maken. 

#### Trainingstijden
| Pos | Coureur           | Merk                            | Tijd    |
| --- | ----------------- | ------------------------------- | ------- |
| 1.  | Stefan Dörflinger | Marlboro-LCR-Krauser            | 2"32'55 |
| 2.  | Peter Öttl        | Atomic-Krauser                  | 2"32'94 |
| 3.  | Jorge Martínez    | Ángel Nieto-Ducados-Cepsa-Derbi | 2"32'96 |
| 4.  | Manuel Herreros   | Ángel Nieto-Ducados-Cepsa-Derbi | 2"34'43 |
| 5.  | Herri Torrontegui | Servitrans-Repsol-Krauser       | 2"35'92 |
| 6.  | Bogdan Nikolov    | Krauser                         | 2"35'96 |
| 7.  | Jörg Seel         | Seel                            | 2"37'27 |
| 8.  | János Szabó       | Krauser                         | 2"37'75 |
| 9.  | Antonio Sánchez   | JJ Cobas-Rotax                  | 2"38'01 |
| 10. | Hans Koopman      | Viplex-Ziegler                  | 2"38'16 |

### De race
Na de eerste ronde leidde Peter Öttl voor Manuel Herreros, Herri Torrontegui, Stefan Dörflinger en op enige afstand Antonio Sánchez en Jorge Martínez. In de derde ronde begon de Derbi van Martínez al vreemde geluiden te maken en na de vijfde ronde reed hij het rennerskwartier in. De Derbi van Herreros liep veel beter en hij nam de leiding in de race. Dörflinger viel terug door problemen met zijn bougie en moest de vierde plaats overlaten aan Sánchez. Öttl wist uiteindelijk de eerste plaats te grijpen voor Herreros en Torrontegui, die niet te veel risico's wilde nemen omdat hij als derde zijn kampioenschapskansen ook zag stijgen. 
| Pos | Coureur            | Merk                            | Tijd     | Grid | Punten |
| --- | ------------------ | ------------------------------- | -------- | ---- | ------ |
| 1   | Peter Öttl         | Atomic-Krauser                  | 28"18.84 | 2    | 20     |
| 2   | Manuel Herreros    | Ángel Nieto-Ducados-Cepsa-Derbi | 28"18.97 | 4    | 17     |
| 3   | Herri Torrontegui  | Servitrans-Repsol-Krauser       | 28"19.52 | 5    | 15     |
| 4   | Antonio Sánchez    | JJ Cobas-Rotax                  | 28"59.23 | 8    | 13     |
| 5   | Stefan Dörflinger  | Marlboro-LCR-Krauser            | 29"00.69 | 1    | 11     |
| 6   | Jaime Mariano      | Banca March-Timspeed-Casal      | 29"05.72 | 10   | 10     |
| 7   | Ralf Waldmann      | Seel                            | 29"05.92 | 11   | 9      |
| 8   | Stefan Kurfiss     | Krauser                         | 29"06.02 | 12   | 8      |
| 9   | Jörg Seel          | Seel                            | 29"06.39 | 6    | 7      |
| 10  | Gabriele Gnani     | Gnani                           | 29"06.50 | 20   | 6      |
| 11  | Paolo Priori       | Krauser                         | 29"06.76 | 14   | 5      |
| 12  | János Szabó        | Krauser                         | 29"15.32 | 7    | 4      |
| 13  | Günter Schirnhofer | Krauser                         | 29"25.65 | 22   | 3      |
| 14  | Hans Koopman       | Viplex-Ziegler                  | 29"30.48 | 9    | 2      |
| 15  | Stefan Brägger     | Casal                           | 29"33.98 | 17   | 1      |
| 16  | Heinz Paschen      | Casal                           | 29"35.24 | 16   |        |
| 17  | Janez Pintar       | Eberhardt                       | 29"35.35 | 23   |        |
| 18  | Bert Smit          | Krauser                         | 29"35.69 | 25   |        |
| 19  | Alojz Pavlič       | Seel                            | 29"47.74 | 18   |        |
| 20  | Maik Stief         | Casal                           | 29"54.39 | 32   |        |
| 21  | Bernd Völkel       | Seel                            | 29"54.61 | 34   |        |
| 22  | Zdravko Matulja    | Casal                           | 29"55.05 | 28   |        |
| 23  | Reiner Scheidhauer | Seel                            | 29"55.33 | 27   |        |
| 24  | Hagen Klein        | Ziegler                         | 30"00.63 | 33   |        |
| 25  | José Saez          | Krauser                         | 30"01.42 | 21   |        |
| 26  | Brane Rokavec      | Seel                            | 30"10.57 | 31   |        |
| 27  | Paul Bordes        | RB                              | 30"11.14 | 35   |        |

| Coureur         | Merk                            | Oorzaak | Grid |
| --------------- | ------------------------------- | ------- | ---- |
| Bogdan Nikolov  | Krauser                         |         | 6    |
| Reiner Koster   | Kroko                           |         | 19   |
| Luis Alvaro     | Krauser                         |         | 13   |
| Joaquin Gali    | Krauser                         |         | 29   |
| Jacques Bernard | Fantic                          |         | 24   |
| Jos van Dongen  | Casal                           |         | 15   |
| René Dünki      | LCR-Krauser                     |         | 36   |
| Jorge Martínez  | Ángel Nieto-Ducados-Cepsa-Derbi |         | 3    |
| Thomas Engl     | Krauser                         |         | 30   |
| Chris Baert     | Bultaco                         |         | 26   |
| Kees Besseling  | CJB                             |         | 37   |

| Coureur            | Merk                            | Oorzaak |
| ------------------ | ------------------------------- | ------- |
| Julián Miralles    | Ángel Nieto-Ducados-Cepsa-Derbi |         |
| Bernd Völkel       | Seel                            |         |
| Giuseppe Ascareggi | BBFT                            |         |
| Roberto Sassone    | Unimoto                         |         |
| Mathias Ehinger    | Krauser                         |         |
| Javier Arumi       | Krauser                         |         |

### Top tien tussenstand 80cc-klasse
| Pos | Coureur           | Merk                            | Ptn |
| --- | ----------------- | ------------------------------- | --- |
| 1   | Herri Torrontegui | Servitrans-Repsol-Krauser       | 50  |
| 2   | Manuel Herreros   | Ángel Nieto-Ducados-Cepsa-Derbi | 41  |
| 3   | Stefan Dörflinger | Marlboro-LCR-Krauser            | 39  |
| 4   | Peter Öttl        | Atomic-Krauser                  | 35  |
| 5   | Antonio Sánchez   | JJ Cobas-Rotax                  | 30  |
| 6   | Gabriele Gnani    | Gnani                           | 29  |
| 7   | José Saez         | Krauser                         | 20  |
| 7   | Jorge Martínez    | Ángel Nieto-Ducados-Cepsa-Derbi | 20  |
| 9   | Ralf Waldmann     | Seel                            | 19  |
| 10  | Jaime Mariano     | Banca March-Timspeed-Casal      | 17  |

## Zijspanklasse

### De training
Hoewel Steve Webster de snelste in de training was en Egbert Streuers eerste motor in de training stuk ging, was Streuer toch hoopvol voor de race. Zijn combinatie had immers weer veel snelheid en de samenwerking met zijn nieuwe bakkenist Geral de Haas verliep goed. Rolf Biland had in de Amerikaanse Grand Prix al geen toptijd gezet, maar nu was het nog erger. Hij moest bijna drie seconden toegeven op Webster en vertrekken van de zevende startplaats. 

#### Trainingstijden
| Pos | Coureur            | Bakkenist       | Merk                        | Tijd    |
| --- | ------------------ | --------------- | --------------------------- | ------- |
| 1.  | Steve Webster      | Tony Hewitt     | Brown-Silkolene-LCR-Krauser | 2"12'90 |
| 2.  | Egbert Streuer     | Geral de Haas   | Lucky Strike-LCR-Yamaha     | 2"13'73 |
| 3.  | Alfred Zurbrügg    | Martin Zurbrügg | LCR-Yamaha                  | 2"14'66 |
| 4.  | Markus Egloff      | Urs Egloff      | BP-SMS-Yamaha               | 2"15'15 |
| 5.  | Masato Kumano      | Markus Fährni   | LCR-Yamaha                  | 2"15'18 |
| 6.  | Ray Gardner        | Tony Strevens   | LCR-Krauser                 | 2"15'68 |
| 7.  | Rolf Biland        | Kurt Waltisperg | Dow Chemical-LCR-Krauser    | 2"15'88 |
| 8.  | Alain Michel       | Jean-Marc Fresc | ELF-LCR-Krauser             | 2"15'93 |
| 9.  | Yoshisada Kumagaya | Brian Barlow    | Windle-Yamaha               | 2"17'29 |
| 10. | Bernd Scherer      | Thomas Schröder | BSR-Krauser                 | 2"17'40 |

### De race
Na de bliksemstart van Egbert Streuer kwam hij in een slipstreamgevecht met Steve Webster en Rolf Biland, maar die laatste stak al snel zijn arm in de lucht omdat zijn ontsteking het begaf. Het was het begin van een slechte dag voor Zwitserland, want ook de gebroeders Markus- en Urs Egloff en de gebroeders Alfred- en Martin Zurbrügg zouden de finish niet halen. De strijd om de eerste plaats ging tot aan de finish tussen Webster en Streuer, die zijn laatste aanval niet kon inzetten door een (naar hij dacht) versleten achterband. Terug in het rennerskwartier bleek die zelfs lek te zijn. 
| Pos | Coureur              | Bakkenist        | Merk                        | Tijd     | Punten |
| --- | -------------------- | ---------------- | --------------------------- | -------- | ------ |
| 1   | Steve Webster        | Tony Hewitt      | Brown-Silkolene-LCR-Krauser | 31'23"93 | 20     |
| 2   | Egbert Streuer       | Geral de Haas    | Lucky Strike-LCR-Yamaha     | +0"73    | 17     |
| 3   | Masato Kumano        | Markus Fährni    | LCR-Yamaha                  | +49"40   | 15     |
| 4   | Fritz Stölzle        | Hubert Stölzle   | LCR-Krauser                 | +57"05   | 13     |
| 5   | Derek Jones          | Peter Brown      | LCR-Yamaha                  | +57"86   | 11     |
| 6   | Rolf Steinhausen     | Bruno Hiller     | Busch-ADM                   | +1'05"24 | 10     |
| 7   | Tony Wyssen          | Kilian Wyssen    | LCR-Krauser                 |          | 9      |
| 8   | Barry Smith          | David Smith      | Windle-ADM                  |          | 8      |
| 9   | Yoshisada Kumagaya   | Brian Barlow     | Windle-Yamaha               |          | 7      |
| 10  | Billy Gällros        | Håkan Olsson     | Yamaha                      |          | 6      |
| 11  | René Progin          | Yvan Hunziker    | LCR-Krauser                 |          | 5      |
| 12  | Clive Stirrat        | Simon Prior      | LCR-Krauser                 |          | 4      |
| 13  | George Hardwick      | Steve Parker     | LCR-Yamaha                  |          | 3      |
| 14  | Wolfgang Stropek     | Steve Campbell   | LCR-Krauser                 |          | 2      |
| 15  | Theo van Kempen      | Simon Birchall   | Beijeman-LCR-Krauser        |          | 1      |
| 16  | Judd Drew            | Brian Houghton   | LCR-JPX                     |          |        |
| 17  | Gary Thomas          | Eckart Rösinger  | LCR-Krauser                 | +1 ronde |        |
| 18  | Jos van Stekelenburg | Rini Betgens     | LCR-Yamaha                  | +1 ronde |        |
| 19  | Ralp Bohnhorst       | Thomas Böttcher  | LCR-Schuberth               | +1 ronde |        |
| 20  | Tony Baker           | Trevor Hopkinson | LCR-Krauser                 | +1 ronde |        |

| Coureur         | Bakkenist       | Merk                     | Oorzaak    | Grid |
| --------------- | --------------- | ------------------------ | ---------- | ---- |
| Rolf Biland     | Kurt Waltisperg | Dow Chemical-LCR-Krauser | Ontsteking | 7    |
| Markus Egloff   | Urs Egloff      | BP-SMS-Yamaha            | Ongeval    | 4    |
| Alain Michel    | Jean-Marc Fresc | ELF-LCR-Krauser          |            | 8    |
| Alfred Zurbrügg | Martin Zurbrügg | LCR-Yamaha               |            | 3    |
| Bernd Scherer   | Thomas Schröder | BSR-Krauser              |            | 10   |
| Ray Gardner     | Tony Strevens   | LCR-Krauser              |            |      |

| Coureur      | Bakkenist     | Merk        | Oorzaak    |
| ------------ | ------------- | ----------- | ---------- |
| Kenny Howles | Steve Pointer | LCR-Krauser | TT van Man |

### Top tien tussenstand zijspanklasse
| Pos | Coureur            | Bakkenist                           | Merk                          | Ptn |
| --- | ------------------ | ----------------------------------- | ----------------------------- | --- |
| 1   | Steve Webster      | Tony Hewitt                         | Brown-Silkolene-LCR-Krauser   | 40  |
| 2   | Masato Kumano      | Markus Fährni                       | LCR-Yamaha                    | 28  |
| 3   | Fritz Stölzle      | Hubert Stölzle                      | LCR-Krauser                   | 22  |
| 4   | Alain Michel       | Jean-Marc Fresc                     | ELF-LCR-Krauser               | 17  |
| 4   | Yoshisada Kumagaya | Brian Barlow                        | Windle-Yamaha                 | 17  |
| 4   | Egbert Streuer     | Bernard Schnieders en Geral de Haas | Lucky Strike-LCR-Yamaha       | 17  |
| 7   | Markus Egloff      | Urs Egloff                          | BP-LCR-Yamaha / BP-SMS-Yamaha | 15  |
| 8   | Derek Jones        | Peter Brown                         | LCR-Yamaha                    | 12  |
| 9   | Barry Brindley     | Graham Rose                         | Fowler-Yamaha                 | 11  |
| 9   | René Progin        | Laurent Magnenat en Yvan Hunziker   | LCR-Krauser                   | 11  |

## Trivia

### Straf Theo van Kempen
Theo van Kempen en Simon Birchall kregen na protest van Wolfgang Stropek een straf van een minuut opgelegd. Bij het inrijden van het Motodrom waren ze in het gras terechtgekomen en hadden ze de bocht afgesneden om als 24e weer terug op de baan te komen. Ze hadden er dus geen voordeel van gehad en waren Stropek twee keer voorbijgereden. 

### IRTA-boycot
De organisatie van de Duitse Grand Prix had de teams gevraagd om al op woensdag met de vrije trainingen te beginnen, omdat de donderdag in Duitsland een feestdag was. De IRTA wilde die woensdagtrainingen boycotten, maar dat veroorzaakte een scheuring in de eigen organisatie omdat Honda Racing Corporation die boycot wilde breken. Uiteindelijk kwam de boycot er, maar de HRC-coureurs Mick Doohan en Masahiro Shimizu trainden inderdaad wel op zondag. Eddie Lawson miste zijn vliegtuig, maar verklaarde dat hij - mits op tijd - ook op woensdag gereden zou hebben. 

### "Organisatie" bij het ongeval
Nadat het fatale ongeval van Iván Palazzese was gebeurd, verliet een aantal baancommissarissen hun post om hulp te verlenen, maar erg snel ging het niet. Wedstrijdleider Wilhelm Herz werd telefonisch gewaarschuwd en geadviseerd om de wedstrijd stil te leggen, maar hij greep halfslachtig in. Hij liet bij start/finish de rode vlag zwaaien, maar de leiders in de race waren daar allang voorbij. De baanposten kregen geen opdracht en alleen zij die zicht hadden (in de Agip-Kurve) zwaaiden gele vlaggen. Dat waarschuwde de coureurs wel voor enig gevaar, maar niet voor een volledig geblokkeerde baan. Koploper Sito Pons werd er als eerste mee geconfronteerd en hij stak al remmend zijn arm omhoog om de rest te waarschuwen. Zo brak hij de race af en niet de baancommissarissen, die dat middels twee vlaggen hadden moeten doen: de gele vlag en de geel/rode (olievlag) kruisen. 

### Ernst Gschwender
Via Suzuki Deutschland had Ernst Gschwender voor zijn thuis-Grand Prix de beschikking gekregen over een fabrieks-Suzuki RGV, waarmee hij elfde werd. Daarmee was hij ook de enige Suzuki-fabriekscoureur die de finish haalde, want Kevin Schwantz en Ron Haslam vielen allebei uit.

### Randy Mamola
Randy Mamola werd niet minder vrolijk omdat hij op de kansloze Cagiva zat. Gedurende de hele race was hij in gevecht met Ernst Gschwender, maar hij liet niet na het publiek in het Motodrom te vermaken met grote wheelies en hij zwaaide zelfs naar de toeschouwers. 

### Egbert Streuer en "Ballie" de Haas
Na het stoppen van zijn vaste bakkenist Bernard Schnieders deed Egbert Streuer een beroep op Geral "Ballie" de Haas. Deze voormalige passagier van Theo van Kempen had daar afscheid genomen omdat Van Kempen de (gewichts)balans van hen beiden niet goed vond. Streuer had daar kennelijk geen moeite mee. Hij profiteerde meer van het feit dat De Haas 25 kg lichter was dan Bernard Schnieders. Bovendien was Geral de Haas zeer ervaren. Na zijn jaren met Theo van Kempen had hij ook nog als vervangend bakkenist gewerkt met Wolfgang Stropek, Gary Thomas en zelfs bij Van Kempen zelf toen diens nieuwe bakkenist Simon Birchall geblesseerd was geraakt. 
1925 · 1926 · 1927 · 1928 · 1929 · 1930 · 1931 · 1933 · 1934 · 1935 · 1936 · 1937 · 1938 · 1939 · 1949 · 1950 · 1951 · 1952 · 1953 · 1954 · 1955 · 1956 · 1957 · 1958 · 1959 · 1960 · 1961 · 1962 · 1963 · 1964 · 1965 · 1966 · 1967 · 1968 · 1969 · 1970 · 1971 · 1972 · 1973 · 1974 · 1975 · 1976 · 1977 · 1978 · 1979 · 1980 · 1981 · 1982 · 1983 · 1984 · 1985 · 1986 · 1987 · 1988 · 1989 · 1990 · 1991 · 1992 · 1993 · 1994 · 1995 · 1996 · 1997 · 1998 · 1999 · 2000 · 2001 · 2002 · 2003 · 2004 · 2005 · 2006 · 2007 · 2008 · 2009 · 2010 · 2011 · 2012 · 2013 · 2014 · 2015 · 2016 · 2017 · 2018 · 2019 · 2021 · 2022 · 2023 · 2024 · 2025